# Marlena Milwiw
Marlena Milwiw (ur. 22 września 1931 we Lwowie, zm. 1 maja 2025 w Piasecznie) – polska aktorka filmowa i teatralna.

## Życiorys
W 1955 roku ukończyła Państwową Wyższą Szkołę Teatralną w Warszawie. Rok wcześniej zadebiutowała na deskach Teatru Nowej Warszawy w roli Ruth w dramacie Niemcy autorstwa Leona Kruczkowskiego. Po kilku latach przeniosła się do Wrocławia, gdzie występowała we Wrocławskim Teatrze Pantomimy, Teatrze Rozmaitości (1959–1967) oraz Wrocławskim Teatrze Współczesnym (od 1967). Wykładała również w Akademii Muzycznej we Wrocławiu. Natomiast jako aktorka filmowa debiutowała w 1962 roku w filmie Jak być kochaną w reżyserii Wojciecha Hasa.

### Nagrody i odznaczenia
W 1964 roku otrzymała wyróżnienie na III Ogólnopolskim Festiwalu Sztuk Rosyjskich i Radzieckich w Katowicach za rolę Panowej przedstawieniu Lubow Jarowaja Konstantego Treniewa. Została również odznaczona Złotym Krzyżem Zasługi (1978), Krzyżem Kawalerskim Orderu Odrodzenia Polski (1988) oraz Złotym Medalem „Zasłużony Kulturze Gloria Artis” (2007).

## Życie prywatne
Była żoną lwowskiego pisarza, doktora i oficera Adama Barona (1924–1977). Była matką Piotra Barona, saksofonisty jazzowego oraz babką muzyków Aleksandra Milwiw-Barona (Afromental) oraz Adama Milwiw-Barona (m.in. Pink Freud).
8 maja 2025 została pochowana na Cmentarzu Grabiszyńskim we Wrocławiu.

## Filmografia

### Filmy fabularne
- Jak być kochaną (1962)
- Panienki (1980)
- On, ona, oni (1981)
- Wyjście awaryjne (1982)
- Sezon na bażanty (1985)
- W zawieszeniu (1986)
- Obcy musi fruwać (1993)
- Odlotowe wakacje (1999)
- Pora mroku (2008)

### Seriale telewizyjne
- Życie jak poker (1998−1999)
- Świat według Kiepskich (1999, seria 0)
- Pierwsza miłość
- Warto kochać (2005−2006)
- Rajskie klimaty (2009)
- Licencja na wychowanie (2011)